# Julián Gorospe
Julián Gorospe Artabe (født 22. marts 1960 i Mañaria) er en tidligere spansk professionel landevejscykelrytter. Han var også sportsdirektøren på Euskaltel-Euskadi mellem 1998 og 2006.

## Eksterne links
- Profil på cykelsiderne.net Arkiveret 2. februar 2022 hos  Wayback Machine

| Cykling | Spire Denne biografi om en spansk cykelrytter er en spire som bør udbygges. Du er velkommen til at hjælpe Wikipedia ved at udvide den. |